# Christina piercing
Um Christina piercing, também conhecido como piercing de Vênus, é um piercing genital feminino. Ele é localizado onde os grandes lábios se encontram abaixo do monte púbico. O Christina piercing é dependente da anatomia do portador; ele tem uma alta taxa de rejeição, e não é possível para todas as mulheres, devido a variação anatômica. O piercing não facilita a estimulação sexual e pode ser encontrado desconfortável quando pressão é aplicada. Ele é geralmente feito com ou barra curvada ou barra superficial para reduzir o risco de rejeição.
O Christina piercing é de origem contemporânea. O primeiro Christina piercing conhecido foi feito na década de 1990. Como é uma prática comum na indústria do piercing, ele foi nomeado após o primeiro destinatário do piercing, uma mulher chamada Christina. Ele é ocasionalmente referido pelo termo "Vênus", usado com menos frequência, em referência à localização no monte de Vênus.
O piercing geralmente cicatriza em 3 a 4 meses, mas pode levar a complicações durante a fase de cicatrização dependendo da anatomia e da jóia utilizada. Dependendo da anatomia, ele pode ser feito como um piercing superficial. Outras dificuldades podem se desenvolver devido ao canal do piercing ser relativamente longo e atrito e movimento constante, além do mais de ser suscetível a infecção.